# Britney & Kevin: Chaotic
A "Britney & Kevin: Chaotic" Britney Spears amerikai énekesnő első középlemeze. 2005 szeptember 27-én jelent meg a Jive Records gondozásában. A lemez három dalt tartalmaz, ezek a  "Chaotic", "Someday (I Will Understand)" és "Mona Lisa" című dalok.

## Háttér
2004 júliusában Britney és akkori párja, Kevin Federline bejelentették eljegyzésüket. 2004 októberében az énekesnő azt nyilatkozta, hogy szüneteltetné a karrierjét és a családalapításra koncentrálna. Még abban az évben decemberben Britney meglepetésszerűen jelent meg a KIIS-FM-nél, majd bemutatta a "Mona Lisa" című dalát, mely az "Original Doll" album első kislemeze lett volna. 2005 tavaszán a UPN televíziós csatorna közreműködésével készült el Britney első valóságshowja a "Britney & Kevin: Chaotic". A középlemez a valóságshow után jelent meg.

## Megjelenés és promóció
Az egyetlen kislemez az albumról a "Someday (I Will Understand)" lett, Európában 2005 augusztus 21-én jelent meg. A dal Top 10-es lett Dániában, Svédországban és Svájcban, emellett több Európai ország slágerlistáján is szerepelt. A hozzá készült fekete-fehér videóklip a Britney & Kevin: Chaotic fináléjában debütált. A videót Michael Haussman rendezte, a klipben Britney állapotosan van jelen. A dalnak készült egy remixváltozata is megjelent, mely a 2005-ös B in the Mix: The Remixes-en található meg. A középlemez 2005 szeptember 27-én jelent meg, 2012-ig 650 000 példányban kelt el. A "Chaotic" című dal promóciós megjelenést kapott Japánban, de kislemezként nem jelent meg.

## Dallista
1. "Chaotic"
2. "Someday (I Will Understand)"
3. "Mona Lisa"
4. "Over to You Now" (japán és brit bónuszdal)
5. "Someday (I Will Understand)" (Hi-Bias Signature Radio Remix) (nemzetközi bónuszdal)